# Адвокатский кабинет
Адвокатский кабинет — одна из четырех форм адвокатских образований в России, наряду с коллегией адвокатов, адвокатским бюро и юридической консультацией. Главным отличием адвокатского кабинета от других форм адвокатских образований является то, что адвокат, учредивший адвокатский кабинет, осуществляет адвокатскую деятельность индивидуально, тогда как в коллегии, бюро и консультации услуги оказывают два и более адвокатов. 

### История
Если изначально адвокатский кабинет в России мог учредить любой адвокат, независимо от стажа работы адвокатом, то с принятием Федерального закона от 02.06.2016 г. N 160-ФЗ часть 1 ст. 21 Федерального закона "Об адвокатской деятельности и адвокатуре в Российской Федерации" была изложена в новой редакции, согласно которой адвокатский кабинет мог учредить адвокат, имеющий стаж адвокатской деятельности не менее 5 лет, а с 1 марта 2020 года стаж адвокатской деятельности, необходимый для учреждения адвокатского кабинета, снижен до 3 лет. Законодатель, установив минимальный стаж для учреждения адвокатского кабинета, защищает право граждан на получение качественной юридической помощи, ведь индивидуальная форма адвокатской деятельности, осуществляемой через адвокатский кабинет, не предусматривает наличие руководителей и старших коллег, следовательно учредивший кабинет адвокат должен иметь определенный опыт адвокатской деятельности, чтобы самостоятельно справляться со всеми возникающими в процессе оказания правовой помощи вопросами. 

### В настоящее время
Адвокат, принявший решение осуществлять адвокатскую деятельность индивидуально, учреждает адвокатский кабинет. Об учреждении адвокатского кабинета адвокат направляет в совет адвокатской палаты заказным письмом уведомление, в котором указываются сведения об адвокате, место нахождения адвокатского кабинета, порядок осуществления телефонной, телеграфной, почтовой и иной связи между советом адвокатской палаты и адвокатом.
Адвокатский кабинет не является юридическим лицом и в части правового режима по некоторым вопросам схож с режимом индивидуального предпринимателя, состоящего на общей системе налогообложения (открытие банковских счетов, уплата налогов и страховых сборов др.) Адвокат, учредивший адвокатский кабинет, открывает счета в банках в соответствии с законодательством, имеет печать, штампы и бланки с адресом и наименованием адвокатского кабинета, содержащим указание на субъект Российской Федерации, на территории которого учрежден адвокатский кабинет. Соглашения об оказании юридической помощи в адвокатском кабинете заключаются между адвокатом и доверителем и регистрируются в документации адвокатского кабинета.
Адвокат вправе использовать для размещения адвокатского кабинета жилые помещения, принадлежащие ему либо членам его семьи на праве собственности, с согласия последних. Жилые помещения, занимаемые адвокатом и членами его семьи по договору найма, могут использоваться адвокатом для размещения адвокатского кабинета с согласия наймодателя и всех совершеннолетних лиц, проживающих совместно с адвокатом.
Каждый адвокатский кабинет содержит в наименовании указание на фамилию, имя и отчество адвоката, его учредившего (например, Адвокатский кабинет адвоката Иванова Ивана Ивановича). В некоторых регионах, например, в Московской области принято обозначать адвокатские кабинеты номерами, под которыми они внесены в реестр адвокатских образований (например, Адвокатский кабинет N 11 Московской области). Законодательно не запрещено и на практике встречаются случаи присвоения личных наименований адвокатским кабинетам (например, Адвокатский кабинет "Судебный адвокат", Адвокатский кабинет "Закон и порядок" и т.п.).
Адвокат, осуществляющий адвокатскую деятельность через адвокатский кабинет, уплачивает налог на доходы физических лиц по ставке 13%, самостоятельно ежегодно представляя в налоговый орган по месту регистрации декларацию по форме 3- НДФЛ. Кроме того, адвокат, учредивший адвокатский кабинет, ежегодно уплачивает сборы в Пенсионный фонд РФ и в фонд медицинского страхования по фиксированной ставке. Помимо обязательных платежей в бюджет адвокат, учредивший адвокатский кабинет, наравне со всеми иными адвокатами обязан ежемесячно уплачивать взносы на нужды адвокатской палаты субъекта Федерации (в реестре которой адвокат зарегистрирован) и Федеральной палаты адвокатов.

### Иное
С 2016 года независимым всероссийским рейтингом «Лучшие адвокаты» формируется и публикуется отдельный рейтинг адвокатских кабинетов России, в котором на основании данных об известности, количестве дел в производстве и решениях по делам представлены адвокатские кабинеты, добившиеся наиболее значительных результатов при осуществлении адвокатской деятельности.